# Mine de Ffos-y-fran
La mine de Ffos-y-fran est une mine à ciel ouvert de charbon située près de la ville de Merthyr Tydfil dans les Galles du Sud au Pays de Galles,.